# Новий Ясенець-Ілжецький
Новий Ясенець-Ілжецький (пол. Nowy Jasieniec Iłżecki) — село в Польщі, у гміні Ілжа Радомського повіту Мазовецького воєводства.
Населення — 246 осіб (2011).
У 1975-1998 роках село належало до Радомського воєводства.

## Демографія
Демографічна структура станом на 31 березня 2011 року:
|          | Загалом | Допрацездатний вік | Працездатний вік | Постпрацездатний вік |
| -------- | ------- | ------------------ | ---------------- | -------------------- |
| Чоловіки | 118     | 33                 | 74               | 11                   |
| Жінки    | 128     | 26                 | 73               | 29                   |
| Разом    | 246     | 59                 | 147              | 40                   |